# 彭达 (麦西亚)
彭达（？—655年11月15日）是7世纪的一位麦西亚国王。
彭达在位时，许多盎格鲁-撒克逊王国都已皈依了基督教，但他仍然坚持盎格魯-撒克遜異教。626年，彭达占领了七个山谷，随后发生了赛伦赛斯特战役。633年，他参与哈特菲尔德切斯战役，击败强大的诺森布里亚国王埃德温。642年，他在马瑟菲尔德战役中击败并杀死了埃德温的后继者奥斯瓦尔德。从这时起，他成为了可能是当时最强大的盎格鲁-撒克逊统治者，奠定了七国时代中“麦西亚霸权”的基础。他多次击败了东盎格利亚，并放逐了威塞克斯国王琴瓦尔三年。他继续发动战争反对诺森布里亚王国的伯尼西亚人。655年，他在温韦德战役（一场麦西亚反对伯尼西亚人战争的决定性战役）中大败于奥斯瓦尔德的继承者和兄弟奥斯威，并丧命于此。